# ام‌بی‌بی/کاوازاکی بی‌کی ۱۱۷
ام‌بی‌بی/کاوازاکی بی‌کی ۱۱۷ (انگلیسی: MBB/Kawasaki BK 117)
هواگرد چندمنظوره یا هواگرد ترابری نظامی. محصول مشترک کمپانی مسراشمیت بولکوف بلوم آلمان و صنایع سنگین کاوازاکی ژاپن است که بعدها توسط دایملر - بنز خریداری شد

## پیشینه
به‌دنبال خرید محصول مشترک دو کمپانی توسط کمپانی دایملر- بنز در نهایت این هواگرد بخشی از ایرباس هلیکوپترز یا هلیکوپتر ایرباس شد. در ۲۵ فوریه ۱۹۷۷، دایملر بنز و کاواساکی یک توافقنامه همکاری امضا کردند تا به کار مستقل خود توقف زده و طرح سرمایه‌گذاری مشترکی را برای تولید یک هلیکوپتر دو موتوره یا دوقلو و چند منظوره برای ارتقاء و ارائه یک هلیکوپتر جدید به پیش ببرند. آنچنانکه هزینه‌های این پروژه مشترک به‌طور مساوی بین دو کمپانی تقسیم شود، در این طراحی تولید بخشهایی از طرح بین دو کمپانی تقسیم شد. دایملر بنز از تخصص کمپانی خود در ارتقاء سیستم سخت روتور استفاده نمود که در ابتدا بیشتر برای پیشرفت سیستم‌های دینامیک هلیکوپترهای بو ۱۰۵ استفاده می‌کرد. در حالی که کاواساکی روی بدنه هلی‌کوپتر و عناصر ساختاری و اجزای مختلف آن متمرکز شد. در ۱۳ ژوئن ۱۹۷۹، نمونه اولیه این هلیکوپتر اوتوبرون یک پرواز آزمایشی در آلمان انجام داد. چند ماه بعد، نمونه اولیه کاواساکی نیز در استان گیفو ژاپن در ۱۰ اوت ۱۹۷۹ به پرواز آزمایشی پرداخت. به این ترتیب هر دو شرکت خط مونتاژ نهایی خود را ایجاد کردند.استفاده‌های این هلی‌کوپتر برای طیف متنوعی از عملیات‌ها به کار می‌رود، از قبیل آژانس مسافری هوایی، هلیکوپتر هواگرد ترابری نظامی و آمبولانس هوایی، هلیکوپتر نجات، و در دهه ۱۹۹۰ به خاطر محبوبیتش به یوروکوپتر ئی‌سی ۱۴۵ ارتقاء یافت.
در حال حاضر یک فروند از این خانواده بالگرد در غالب آمبولانس هوایی HEMS در اورژانس پیش بیمارستانی دانشگاه علوم پزشکی گناباد مشغول فعالیت میباشد.